# Petr Tichý (producent)
Petr Tichý (* 6. května 1971 Karlovy Vary) je český filmový producent, který se podílel na produkci filmů jako Toman, Na střeše nebo Amerikánka. Od roku 2013 je generálním ředitelem Barrandov Studia.

## Životopis
Narodil se v Karlových Varech v roce 1971. Svou profesní kariéru začínal v 90. letech v oblasti médií. Vedl ekonomickou redakci České tiskové agentury. V letech 1995–1998 byl hlavním redaktorem ekonomického zpravodajství TV Prima a dramaturgem pořadu K věci. Od roku 1998 žil sedm let v Austrálii, kde se dostal do kontaktu s filmovým byznysem, a kde vystudoval produkci a televizní a filmový management. Po návratu do ČR se podílel na projektu zpravodajské televize Z1. V roce 2006 nastoupil do FTV Prima jako moderátor hlavních zpráv. Odešel v roce 2007 kvůli neshodám s tehdejším šéfem zpravodajství Pavlem Zunou.
V roce 2009 začal pracovat pro Barrandov Studio, kde zastával pozici vedoucího zahraničních filmových a TV projektů, následně získal post obchodního ředitele. V roce 2012 byl pověřen řízením Barrandov Studia. V roce 2013 byl oficiálně jmenován generálním ředitelem a místopředsedou představenstva. Podílí se na koprodukci filmových projektů Barrandov Studia.

### Soukromí
Je ženatý. Má dvě dcery.